# بيت جيلان (كشر)

تعديل مصدري - تعديل

بيت جيلان هي إحدى قرى عزلة انهم الغرب بمديرية كشر التابعة لمحافظة حجة، بلغ تعداد سكانها 83 نسمة حسب تعداد اليمن لعام 2004.